# MR-8
Le Mouvement révolutionnaire du 8 octobre (Movimento Revolucionário 8 de Outubro) est un mouvement armé marxiste brésilien, qui s'est formé à la fin des années 1960. Son nom fait référence au jour de la mort d'Ernesto Che Guevara le 8 octobre 1967.

## Historique
Le MR-8 correspond à l'évolution de l'ancien groupe « DI de Guanabara » (Dissidence de Guanabarra). Il s'agissait à la base d'un groupe s'étant séparé du PCB (Parti communiste brésilien) car le jugeant trop passif. Le « DI de Guanabara » était actif à Rio de Janeiro dès 1966, se concentrant principalement dans les milieux universitaires, et organisant de nombreux attentats contre le régime militaire, en place au Brésil depuis 1964.
Le MR-8 orchestre notamment un grand nombre d'attaques de banques dont les bénéfices servent à financer le réseau sur le plan logistique et à le fournir en armement.
Le MR-8 est proche d'autres groupes armés d'extrême gauche tels que l'ALN (Action de Libération Nationale), dirigé par Carlos Marighella, ou PCBR. À la différence de l'ALN, le MR-8 préconise la création d'un nouveau parti marxiste et critique le PCB en affirmant que la révolution, au Brésil, doit avoir un caractère socialiste et non démocratico-bourgeois.
Du point de vue stratégique, les méthodes du MR-8 s'apparentent à celles de l'ALN.
En 1969, le MR-8 et l'ALN se coordonnent et réalisent ensemble leur action la plus importante : l'enlèvement de l'ambassadeur américain Charles Burke Elbrick (en). Ils publient alors un manifeste dans lequel ils justifient leurs actes par le fait qu'ils n'ont aucun doute sur le rôle du gouvernement américain dans la mise en place de dictatures militaires en Amérique latine.
Ils y affirment la puissance de la résistance en place et demandent la libération de prisonniers politiques ainsi que la publication dans les médias du manifeste.
À la suite de cette action, une très forte répression sera menée contre ces groupes. Ainsi le 27 juin 1969, l'État supprime l'un des dirigeants de l'organisation Reinaldo Silveira Pimenta (pt). 
En 1970, le MR-8 participe à de nombreuses actions de guérilla à Rio et orchestre diverses évasions de révolutionnaires enfermés dans les prisons brésiliennes.
En 1972, l'organisation devient inactive avec la fuite d'une partie de ses membres vers l'étranger.
Après la restauration de la démocratie, le groupe a été réorganisé dans un parti politique centriste, le Partido do Movimento Democrático Brasileiro. Dans la politique brésilienne, ce parti est singulier, étant un groupe communiste dur fonctionnant dans un parti politique centriste.
MR-8 maintient un haut profil international. Il avait développé des relations d'affaires avec le gouvernement de Saddam Hussein en Irak et il aurait été impliqué dans l'affaire Pétrole contre nourriture. selon le journal iraquien Al Mada.
Une enquête ayant pour but de dénombrer les crimes commis par la dictature, commencée en 1979 et publiée peu de temps après la fin celle-ci (1985) ; elle s'intitule ''Brasil: Nunca Mais'' (trad. Brésil: plus jamais). Parmi tous les procès qu'elle analyse, 33 concernent environ 500 membres du MR-8 dont une grande partie sont morts ou portés disparus. Il n'y a pas de doute sur le fait que ces disparitions soient la conséquence de la répression qu'a menée l'État brésilien contre le mouvement et qu'elles entrent dans la somme des victimes de l'opération Condor.